# Ravel (Puy-de-Dôme)

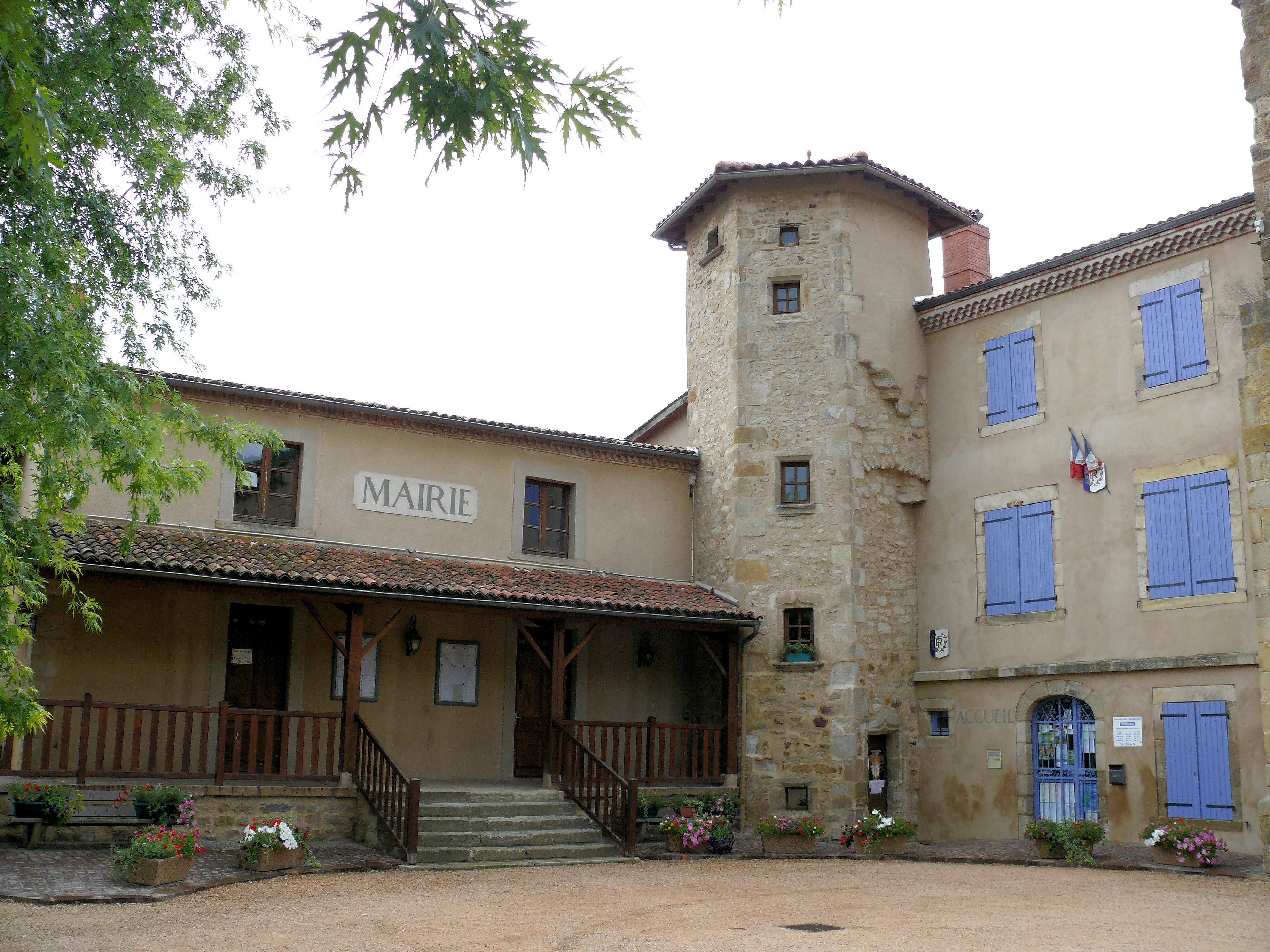
Ravel, Mairie (2011)

Ravel ist eine französische Gemeinde mit 767 Einwohnern (Stand 1. Januar 2022) im Département Puy-de-Dôme in der Region Auvergne-Rhône-Alpes. Sie gehört zum Arrondissement Thiers und zum Kanton Lezoux. Ravel ist assoziiert zum Regionalen Naturpark Livradois-Forez. Das Gemeindegebiet wird vom Fluss Litroux durchquert.

## Bevölkerungsentwicklung
| Jahr                       | 1962 | 1968 | 1975 | 1982 | 1990 | 1999 |
| Einwohner                  | 425  | 446  | 420  | 486  | 597  | 666  |
| Quellen: Cassini und INSEE |      |      |      |      |      |      |

## Sehenswürdigkeiten
Das Château de Ravel, eine königliche Festung aus dem 12. Jahrhundert, war 2004 Drehort des französischen Films Die Kinder des Monsieur Mathieu (Les Choristes).

## Persönlichkeiten
- Joachim-Joseph d’Estaing (1654–1742), römisch-katholischer Geistlicher, Bischof von Saint-Flour
- Emile-Jean-François Thiénard (1873–1945), römisch-katholischer Geistlicher, Bischof von Constantine-Hippone, geboren in Ravel